# Scuola organistica tedesca
I compositori della scuola organistica tedesca del XVII secolo possono sostanzialmente dividersi in due gruppi: quelli della Germania del Nord e quelli della Germania del Sud. A volte i musicologi parlano anche di una terza scuola, quella della Germania Centrale.
Le differenze stilistiche fra le varie scuole erano dettate non solo delle tradizioni, ma anche dagli aspetti tecnici dei vari organi.

## La scuola nordica

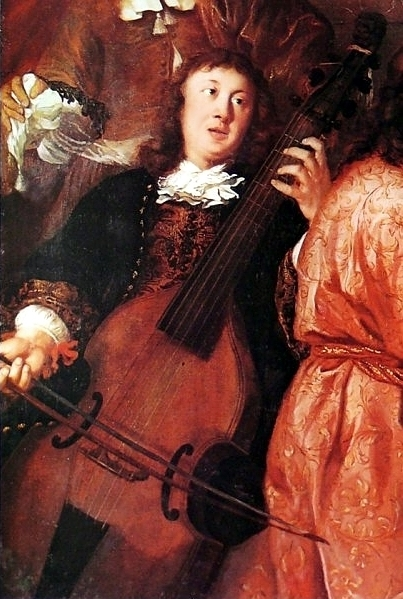
Dietrich Buxtehude.

Il fondatore della scuola nordica è ritenuto l'olandese Jan Pieterszoon Sweelinck, la cui fama di insegnante, così come la sua influenza, erano molto diffuse. Successivamente, compositori come Franz Tunder, Georg Böhm e Johann Adam Reincken seguirono armonicamente e ritmicamente complessi stili di improvvisazione, radicati nella tradizione dell'improvvisazione corale.
L'influenza di Sweelinck sullo stile organistico nordico fece sviluppare forme come il preludio per organo (una composizione libera, spesso in stylus phantasticus, con numerosi abbellimenti e fioriture, scale, arpeggi e passaggi virtuosistici) e la fantasia su corale (una composizione in più sezioni, come i versetti del corale, suddivisa in parti contrastanti), che vennero quasi esclusivamente trattate da organisti di questa scuola. I preludi, stilisticamente, affondano le loro radici nell'influenza dei virginalisti inglesi, come William Byrd e John Bull, mostrando grande libertà di invenzione figurativa nei virtuosismi.
Le opere di Dietrich Buxtehude rappresentano il vertice di questa corrente. Nicolaus Bruhns fu il principale fra gli allievi di Buxtehude, ma di lui ci sono pervenute solamente poche composizioni.
La qualità degli organi tedeschi migliorò sensibilmente nel corso del XVII e all'inizio del XVIII secolo: gli strumenti consistevano generalmente in due manuali e pedaliera, con una vasta scelta di registri. Questo contribuì a rendere le composizioni della scuola nordica più elaborate e complesse, con impegnative sezioni riservate alla pedaliera.

### Lista dei compositori
Di seguito un elenco, non esaustivo, di compositori della scuola della Germania del Nord:
- Michael Praetorius.
- Georg Böhm.
- Dietrich Buxtehude.
- Vincent Lübeck.
- Johann Adam Reincken.
- Franz Tunder.
- Andreas Werckmeister.

## La scuola del sud

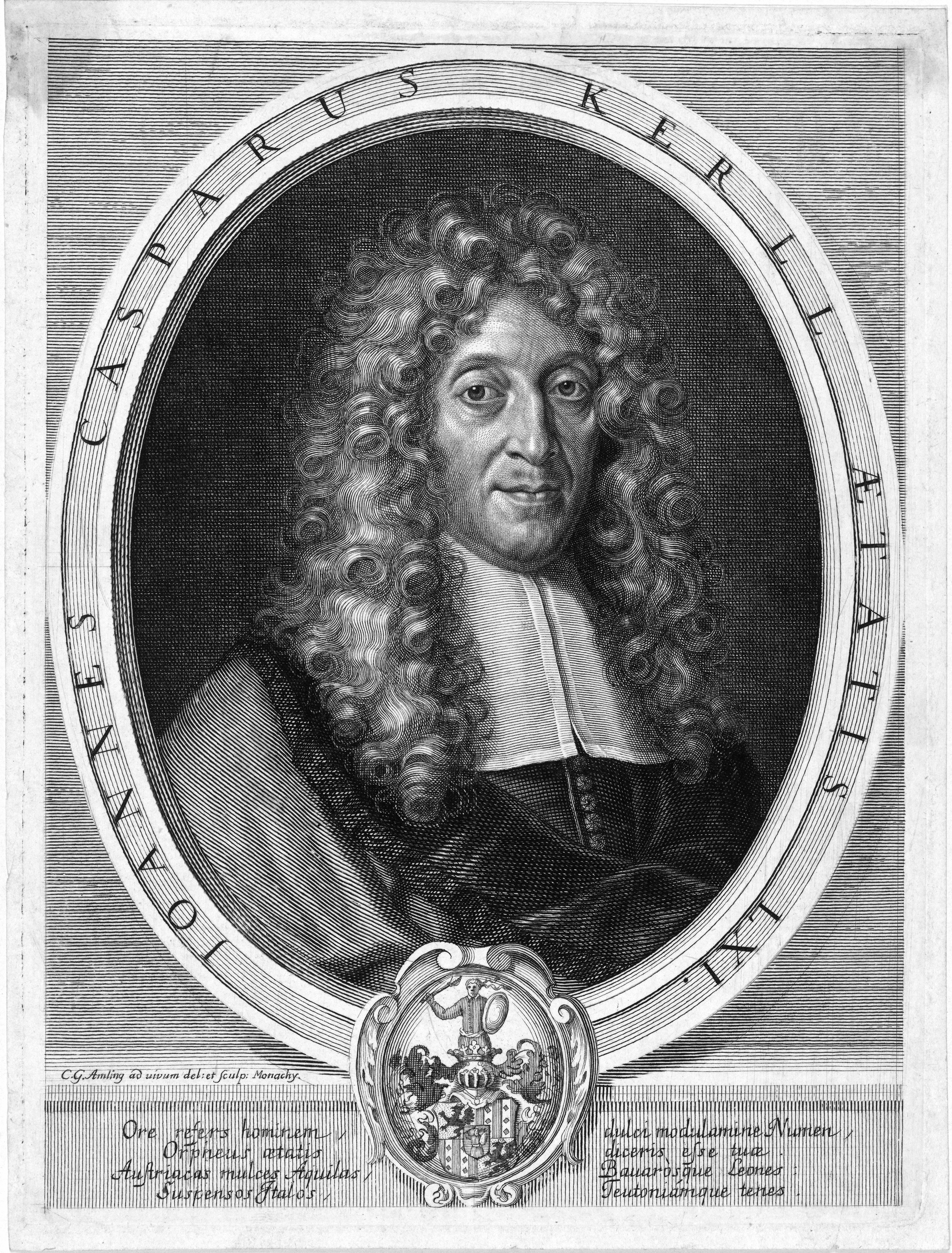
Johann Kaspar Kerll.

La tradizione della scuola della Germania del Sud venne plasmata da compositori che viaggiarono in Italia o che studiarono con maestri italiani. Il primo importante esponente di questa scuola fu Johann Jakob Froberger, che visitò l'Italia e la Francia e assimilò lo stile di Girolamo Frescobaldi e la tecnica liutistica francese nelle sue toccate.
I tipici organi della Germania del sud differivano dagli strumenti nordici per via della presenza, spesso, di un solo manuale, e, a volte, della mancanza della pedaliera. La musica di questa corrente si concentra più sulla melodia che sul virtuosismo, ideando armonie semplici, brani con un chiaro lirismo e coltivando le forme arcaiche ereditate dalla tradizione italiana (capricci, canzone, eccetera).

### Lista dei compositori
Di seguito un elenco, non esaustivo, di compositori della scuola della Germania del Sud:
- Christian Erbach.
- Georg Muffat.
- Sebastian Anton Scherer.
- Johann Kaspar Kerll.
- Agostino Steffani.

Per quanto riguarda Johann Sebastian Bach, anche se geograficamente appartiene alla seconda scuola, è colui che ha creato una sintesi fra le diverse correnti. Bach incontrò anche molti dei compositori esponenti delle due scuole, ascoltando Dietrich Buxtehude a Lubecca e Johann Adam Reincken ad Amburgo.

## La scuola centrale
La scuola della Germania centrale ha una letteratura più scarsa. Forse ciò è dovuto alle devastazioni prodotte dalle malattie, dalla fame e dalle calamità naturali che in quel tempo colpirono il territorio.

### Lista dei compositori
Di seguito un elenco, non esaustivo, di compositori della scuola della Germania Centrale:
- Samuel Scheidt.
- Johann Kuhnau.
- Johann Gottfried Walther.